# كفر عروق
كفر عروق قرية سورية تتبع ناحية قورقينا في منطقة حارم في محافظة إدلب. بلغ عدد سكانها 1739 نسمة في عام 2004 حسب إحصاء المكتب المركزي للإحصاء.
تقع في قلب منطقة جبل باريشا إلى الشمال الغربي من مدينة إدلب بمسافة تزيد على 25 كم.
تمتاز «كفرعروق» بموقعها المميز حيث تقوم فوق منطقة صخرية منبسطة تجاور الطريق الواصل إلى قورقانيا وقلب لوزة وهي من أقدم القرى المأهولة في المنطقة إلا أن معظم آثارها القديمة تعرضت للخراب ولجأ الأهالي إلى استعمال حجارتها في بناء بيوتهم.